# Província de Zonguldak
Zonguldak és una província de Turquia que originalment incloïa també les províncies de Bartin i Karabük. La seva capital és Zonguldak.
Zonguldak, amb les seves importants reserves de carbó, és un port important a la costa occidental de la mar Negra. Hi ha una carretera que duu a les platges de Kopuz i Uzunkum.

## Llocs d'interès
Val la pena de veure les sorrenques platges d'Alapl, Ilksu, Kopuz, el bosc de sobirania nacional, els llocs boscosos de descans a la muntanya de Göl, Yayla (Altiplà), Kocaman, Bostanözü, Çamlık, Baklabostan i Gürleyik, les coves de Cumayan, Kızılelma i Mencilis, l'església a Amasra, les mesquites de Fatih i Iskele, les petites mesquites d'Eyiciler i Hac Nuri, l'Eski Cami (la mesquita Gazi Süleyman Paixà), les mesquites de Taş Minare, Köprülü, Hidayettullah, Dağdelen, Kazdağlı, Izzet Mehmed Paixà i Koçak, els monestirs de dervixs de Kalealtı i Ali Baba, el caravanserrall de Cinci Han, l'Eski i Yeni Hamamlar (cases de bany velles i noves), els ponts de Taşköprü, Tokatlıköprü i Inceköprü
Devrek, una vila situada 50 km al sud-est de Zonguldak, amb 67.000 habitants, és famosa per la fabricació de bastons tallats de fusta.

## Districtes
La província de Zonguldak està estructurada en 6 districtes. Són els següents:
- Alapli
- Çaycuma
- Devrek
- Ereğli
- Gökçebey
- Zonguldak

## Persones conegudes
- Ebru Topçu, futbalista turca
- Ergün Penbe, futbolista turc
- Köksal Toptan, president de la Gran Assemblea Nacional de Turquia
- Murat Boz, cantant de pop
- Mustafa Sayar, ciclista
- Tümer Metin, futbolista

## Dies importants

### Celebracions locals
- Festa de la marina, Ereğli, 1 de juliol

- Aniversari d'Uzun Mehmet, Zonguldak, 21 de juny

- Aniversari d'Uzun Mehmet i festa del carbó, Erelği, 8 de novembre

### Dies de l'alliberament
- Dia de l'alliberament d'Ereğli, 18 de juny

- Dia de l'alliberament de Zonguldak, 21 de juny

- Arribada d'Atatürk a Zonguldak, 26 d'agost

## Festivals
- Festival de les maduixes i de cultura de Karadeniz Ereğli, 11-13 juny

- Festival del bastó, Devrek, 8-9. juliol

- Iogurt -, festival de cultura i d'art, Çaycuma

## Festivitats
- Combats de lluita tradicional, Alaplı, 31 d'agost-1 de setembre

- Combats de lluita tradicional a Yenice (Yağlı i Karakucak), 5-7 de juliol